# دوغلاس سلادين

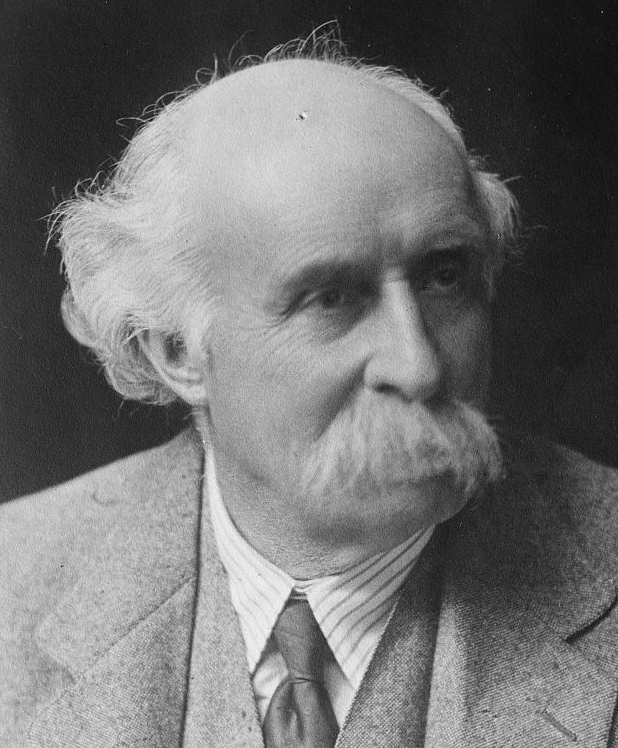
دوغلاس سلادين

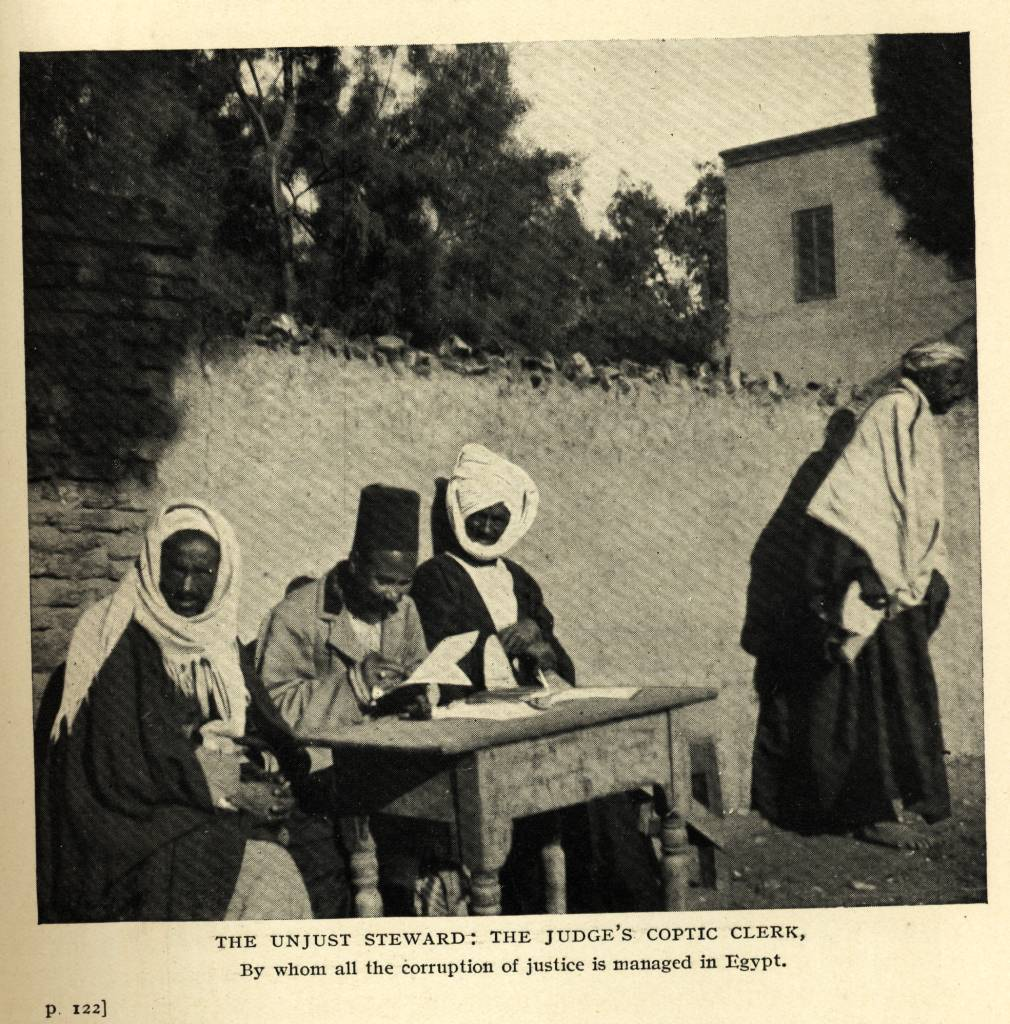
أشياء غريبة عن مصر (1911)

دوغلاس بروك ويلتون سلادين (بالإنجليزية: Douglas Brooke Wheelton Sladen)‏ (5 فبراير 1856 لندن-12 فبراير1947) كان مؤلف وأكاديمي باللغة الانجليزية.

## حياته
تلقى سلادين تعليمه في مدرسة تيمبل غروف، شرق شين، كلية شلتنهام، وكلية ترينيتي، اكسفورد.في عام 1879 هاجر سلادين إلى استراليا، وأصبح أول أستاذ للتاريخ في جامعة سيدني. بعد ذلك، سافر دوغلاس كثيراً إلى أن استقر في لندن وعمل هناك ككاتب. تم تدوين الأشعار التي كُتبت من قبل مارغريت ثوماس في أحد الأعمال في ثمانينات القرن التاسع عشر.

## منشورات
يتضمن عمله:
- Frithjof and Ingebjorg (1882)
- Poetry of Exiles (1883)
- In Cornwall and Across the Sea (1885)
- إدوارد الأمير الأسود (1886)
- The Spanish Armada (1888)
- The Japs at Home (1892)
- A Japanese Marriage (1895)
- A Sicilian Marriage (1905)
- Carthage and Tunis: The Old and New Gates of the Orient (1906)
- Egypt and the English (1908)
- Queer Things About Egypt (1911)
- The Unholy Estate (1912)
- Twenty Years of my Life (1913)
- Queer Things about Japan[4] (1913)
- The Real "Truth about Germany" (1914)
- His German Wife (1915)
- Fair Inez: A Romance of Australia (1918)
- Paul's Wife: or "The Ostriches" (1919)
- My Long Life (1939)

## روابط خارجية
- Australian Dictionary of Biography entry
- Researching Biography: Who is Douglas Sladen?
- Works by or about Douglas Sladen at Internet Archive
- Works by Douglas Sladen at LibriVox (public domain audiobooks)
- Twenty Years of my Life (New York: EP Dutton & Company Publishers, 1913), archive.org